# Lijst van voetbalinterlands Singapore - Thailand
Deze lijst van voetbalinterlands is een overzicht van alle officiële voetbalwedstrijden tussen de nationale teams van Singapore en Thailand. De landen speelden tot op heden 66 keer tegen elkaar. De eerste ontmoeting, een vriendschappelijke wedstrijd, werd gespeel in Shah Alam (Maleisië) op 3 september 1957. Het laatste duel, een groepswedstrijd tijdens de Zuidoost-Azië Cup 2024, vond plaats op 17 december 2024 in Singapore.

## Wedstrijden
| №  | Plaats              | Datum             | Competitie                      | Wedstrijd            | Uitslag |
| -- | ------------------- | ----------------- | ------------------------------- | -------------------- | ------- |
| 1  | Shah Alam           | 3 september 1959  | Vriendschappelijk               | Thailand − Singapore | 0 − 6   |
| 2  | Kuala Lumpur        | 11 augustus 1961  | Vriendschappelijk               | Thailand − Singapore | 3 − 5   |
| 3  | Bangkok             | 15 december 1966  | Aziatische Spelen 1966          | Thailand − Singapore | 0 − 2   |
| 4  | Hongkong            | 26 maart 1967     | Azië Cup 1968 kwalificatie      | Thailand − Singapore | 4 − 1   |
| 5  | Bangkok             | 21 november 1968  | Vriendschappelijk               | Thailand − Singapore | 3 − 0   |
| 6  | Kuala Lumpur        | 8 augustus 1970   | Vriendschappelijk               | Thailand − Singapore | 5 − 4   |
| 7  | Bangkok             | 10 november 1970  | Vriendschappelijk               | Thailand − Singapore | 3 − 1   |
| 8  | Jakarta             | 8 juni 1972       | Vriendschappelijk               | Singapore − Thailand | 1 − 1   |
| 9  | Kuala Lumpur        | 28 juli 1972      | Vriendschappelijk               | Thailand − Singapore | 2 − 0   |
| 10 | Seoel               | 29 september 1972 | Vriendschappelijk               | Thailand − Singapore | 4 − 1   |
| 11 | Bangkok             | 18 november 1972  | Vriendschappelijk               | Thailand − Singapore | 4 − 0   |
| 12 | Singapore           | 1 september 1973  | Vriendschappelijk               | Singapore − Thailand | 1 − 0   |
| 13 | Kuala Lumpur        | 26 juli 1974      | Vriendschappelijk               | Thailand − Singapore | 1 − 1   |
| 14 | Bangkok             | 14 december 1974  | Vriendschappelijk               | Thailand − Singapore | 2 − 1   |
| 15 | Bangkok             | 12 december 1975  | Vriendschappelijk               | Thailand − Singapore | 2 − 2   |
| 16 | Bangkok             | 26 december 1975  | Vriendschappelijk               | Thailand − Singapore | 0 − 1   |
| 17 | Bangkok             | 19 december 1976  | Vriendschappelijk               | Thailand − Singapore | 6 − 0   |
| 18 | Singapore           | 27 februari 1977  | WK 1978 kwalificatie            | Singapore − Thailand | 2 − 0   |
| 19 | Bangkok             | 28 oktober 1977   | Vriendschappelijk               | Thailand − Singapore | 2 − 0   |
| 20 | Shah Alam           | 20 november 1977  | Zuidoost-Aziatische Spelen 1977 | Thailand − Singapore | 2 − 0   |
| 21 | Jakarta             | 17 juni 1978      | Vriendschappelijk               | Thailand − Singapore | 3 − 1   |
| 22 | Kuala Lumpur        | 25 juli 1978      | Vriendschappelijk               | Thailand − Singapore | 2 − 1   |
| 23 | Bangkok             | 16 januari 1979   | Azië Cup 1980 kwalificatie      | Thailand − Singapore | 4 − 0   |
| 24 | Kuala Lumpur        | 5 juli 1979       | Vriendschappelijk               | Thailand − Singapore | 1 − 1   |
| 25 | Kuala Lumpur        | 1 september 1981  | Vriendschappelijk               | Thailand − Singapore | 3 − 1   |
| 26 | Bangkok             | 9 november 1981   | Vriendschappelijk               | Thailand − Singapore | 2 − 1   |
| 27 | Bangkok             | 1 mei 1982        | Vriendschappelijk               | Thailand − Singapore | 1 − 1   |
| 28 | Bangkok             | 10 mei 1982       | Vriendschappelijk               | Thailand − Singapore | 1 − 1   |
| 29 | Bangkok             | 13 mei 1982       | Vriendschappelijk               | Thailand − Singapore | 1 − 0   |
| 30 | Bangkok             | 15 mei 1982       | Vriendschappelijk               | Thailand − Singapore | 2 − 2   |
| 31 | Kuala Lumpur        | 14 augustus 1982  | Vriendschappelijk               | Thailand − Singapore | 0 − 2   |
| 32 | Singapore           | 6 juni 1983       | Zuidoost-Aziatische Spelen 1983 | Singapore − Thailand | 1 − 2   |
| 33 | Bangkok             | 17 december 1985  | Zuidoost-Aziatische Spelen 1985 | Thailand − Singapore | 2 − 0   |
| 34 | Bandar Seri Begawan | 23 juli 1986      | Vriendschappelijk               | Thailand − Singapore | 0 − 2   |
| 35 | Bandar Seri Begawan | 21 juli 1987      | Vriendschappelijk               | Singapore − Thailand | 3 − 0   |
| 36 | Kuala Lumpur        | 24 augustus 1989  | Zuidoost-Aziatische Spelen 1989 | Singapore − Thailand | 1 − 1   |
| 37 | Manilla             | 25 november 1991  | Zuidoost-Aziatische Spelen 1991 | Singapore − Thailand | 0 − 0   |
| 38 | Kuala Lumpur        | 9 februari 1993   | Vriendschappelijk               | Thailand − Singapore | 1 − 1   |
| 39 | Chiang Mai          | 14 december 1995  | Zuidoost-Aziatische Spelen 1995 | Thailand − Singapore | 1 − 0   |
| 40 | Bangkok             | 1 juli 1996       | Azië Cup 1996 kwalificatie      | Thailand − Singapore | 1 − 1   |
| 41 | Singapore           | 9 juli 1996       | Azië Cup 1996 kwalificatie      | Singapore − Thailand | 2 − 2   |
| 42 | Singapore           | 10 september 1996 | Zuidoost-Azië Cup 1996          | Singapore − Thailand | 0 − 1   |
| 43 | Jakarta             | 14 oktober 1997   | Zuidoost-Aziatische Spelen 1997 | Singapore − Thailand | 0 − 0   |
| 44 | Bandar Seri Begawan | 12 augustus 1999  | Zuidoost-Aziatische Spelen 1999 | Thailand − Singapore | 2 − 0   |
| 45 | Singapore           | 26 januari 2001   | Vriendschappelijk               | Singapore − Thailand | 1 − 1   |
| 46 | Singapore           | 13 augustus 2001  | Vriendschappelijk               | Singapore − Thailand | 0 − 5   |
| 47 | Bangkok             | 10 februari 2002  | Vriendschappelijk               | Thailand − Singapore | 4 − 0   |
| 48 | Singapore           | 22 december 2002  | Zuidoost-Azië Cup 2002          | Singapore − Thailand | 1 − 1   |
| 49 | Bangkok             | 26 december 2006  | Vriendschappelijk               | Thailand − Singapore | 2 − 0   |
| 50 | Singapore           | 31 januari 2007   | Zuidoost-Azië Cup 2007          | Singapore − Thailand | 2 − 1   |
| 51 | Bangkok             | 4 februari 2007   | Zuidoost-Azië Cup 2007          | Thailand − Singapore | 1 − 1   |
| 52 | Singapore           | 14 november 2009  | Azië Cup 2011 kwalificatie      | Singapore − Thailand | 1 − 3   |
| 53 | Bangkok             | 18 november 2009  | Azië Cup 2011 kwalificatie      | Thailand − Singapore | 0 − 1   |
| 54 | Nakhon Ratchasima   | 17 januari 2010   | Vriendschappelijk               | Thailand − Singapore | 1 − 0   |
| 55 | Nonthaburi          | 11 augustus 2010  | Vriendschappelijk               | Thailand − Singapore | 1 − 0   |
| 56 | Bangkok             | 24 augustus 2011  | Vriendschappelijk               | Thailand − Singapore | 0 − 0   |
| 57 | Singapore           | 19 december 2012  | Zuidoost-Azië Cup 2012          | Singapore − Thailand | 3 − 1   |
| 58 | Bangkok             | 22 december 2012  | Zuidoost-Azië Cup 2012          | Thailand − Singapore | 1 − 0   |
| 59 | Singapore           | 23 november 2014  | Zuidoost-Azië Cup 2014          | Singapore − Thailand | 1 − 2   |
| 60 | Nakhon Ratchasima   | 26 maart 2015     | Vriendschappelijk               | Thailand − Singapore | 2 − 0   |
| 61 | Bocaue              | 22 november 2016  | Zuidoost-Azië Cup 2016          | Thailand − Singapore | 1 − 0   |
| 62 | Bangkok             | 25 november 2018  | Zuidoost-Azië Cup 2018          | Thailand − Singapore | 3 − 0   |
| 63 | Singapore           | 18 december 2021  | Zuidoost-Azië Cup 2020          | Thailand − Singapore | 2 − 0   |
| 64 | Singapore           | 21 november 2023  | WK 2026 kwalificatie            | Singapore − Thailand | 1 − 3   |
| 65 | Bangkok             | 11 juni 2024      | WK 2026 kwalificatie            | Thailand − Singapore | 3 − 1   |
| 66 | Singapore           | 17 december 2024  | Zuidoost-Azië Cup 2024          | Singapore − Thailand | 2 − 4   |

## Samenvatting
| Competitie                 | Totaal gespeeld | Winst Singapore | Gelijk | Winst Thailand | Doelsaldo Singapore – Thailand |
| -------------------------- | --------------- | --------------- | ------ | -------------- | ------------------------------ |
| WK-kwalificatie            | 3               | 1               | 0      | 2              | 4 − 6                          |
| Azië Cup-kwalificatie      | 6               | 1               | 2      | 3              | 6 − 14                         |
| Zuidoost-Azië Cup          | 11              | 2               | 2      | 7              | 10 − 18                        |
| Aziatische Spelen          | 1               | 1               | 0      | 0              | 2 − 0                          |
| Zuidoost-Aziatische Spelen | 8               | 0               | 3      | 5              | 2 − 10                         |
| Vriendschappelijk          | 37              | 7               | 10     | 20             | 42 − 71                        |
| Totaal                     | 66              | 12              | 17     | 37             | 66 − 119                       |

FAS · 
Lijst van A-internationals · 
Singaporees vrouwenelftal
1960 – 1969 ·
1970 – 1979 ·
1980 – 1989 ·
1990 – 1999 ·
2000 – 2009 ·
2010 – 2019
Afghanistan ·
Argentinië ·
Australië · 
Azerbeidzjan · 
Bahrein · 
Bangladesh · 
Brunei · 
Cambodja · 
Canada · 
China · 
Denemarken · 
Fiji ·
Filipijnen · 
Finland · 
Ghana · 
Guam ·
Hongkong · 
India · 
Indonesië · 
Irak · 
Iran · 
Israël · 
Japan · 
Jemen ·
Jordanië · 
Kazachstan · 
Kirgizië · 
Koeweit · 
Laos · 
Libanon · 
Macau · 
Malediven · 
Maleisië · 
Mauritius ·
Mongolië · 
Myanmar · 
Nepal · 
Nieuw-Zeeland · 
Noord-Korea · 
Noorwegen · 
Oezbekistan · 
Oman · 
Oost-Timor · 
Pakistan · 
Palestina · 
Papoea-Nieuw-Guinea ·
Polen · 
Qatar ·
Salomonseilanden · 
Saoedi-Arabië · 
Sri Lanka · 
Syrië · 
Tadzjikistan · 
Taiwan · 
Thailand · 
Turkmenistan · 
Uruguay · 
Verenigde Arabische Emiraten · 
Vietnam · 
Zuid-Korea · 
Zuid-Vietnam · 
Zweden
FAT · A-internationals · Bondscoaches · Statistieken · Thais vrouwenelftal · Thailand U21 · Thailand U20 · Thailand U19 · Thailand U18 · Thailand U17
1950 – 1959 · 
1960 – 1969 · 
1970 – 1979 · 
1980 – 1989 · 
1990 – 1999 · 
2000 – 2009 · 
2010 – 2019 ·
2020 − 2029
Asian Cup 1972 ·
Asian Cup 1992 · 
Asian Cup 1996 · 
Asian Cup 2000 · 
Asian Cup 2004 · 
Asian Cup 2007
OS 1956 · 
OS 1968
1956 · 
1957 · 
1958 · 
1959 · 
1960 · 
1961 · 
1962 · 
1963 · 
1964 · 
1965 · 
1966 · 
1967 · 
1968 · 
1969 · 
1970 · 
1971 · 
1972 · 
1973 · 
1974 · 
1975 · 
1976 · 
1977 · 
1978 · 
1979 · 
1980 · 
1981 · 
1982 · 
1983 · 
1984 · 
1985 · 
1986 · 
1987 · 
1988 · 
1989 · 
1990 · 
1991 · 
1992 · 
1993 · 
1994 · 
1995 · 
1996 · 
1997 · 
1998 · 
1999 · 
2000 · 
2001 · 
2002 · 
2003 · 
2004 · 
2005 · 
2006 · 
2007 · 
2008 · 
2009 · 
2010 · 
2011 · 
2012 · 
2013 ·
2014 ·
2015 ·
2016 ·
2017 ·
2018 ·
2019 ·
2020 ·
2021 ·
2022 ·
2023
Afghanistan ·
Australië ·
Bahrein ·
Bangladesh ·
Bhutan ·
Brazilië ·
Brunei ·
Bulgarije ·
Cambodja ·
China ·
Congo-Brazzaville ·
Denemarken ·
Duitsland ·
Egypte ·
Estland ·
Faeröer ·
Filipijnen ·
Finland ·
Gabon ·
Georgië ·
Ghana ·
Hongkong ·
India ·
Indonesië ·
Irak ·
Iran ·
Israël ·
Japan ·
Jemen ·
Jordanië ·
Kameroen · 
Kazachstan ·
Kenia ·
Kirgizië ·
Koeweit ·
Laos ·
Letland ·
Libanon ·
Liberia ·
Libië ·
Liechtenstein ·
Luxemburg ·
Macau ·
Malediven ·
Maleisië ·
Malta ·
Marokko ·
Myanmar ·
Nederland ·
Nepal ·
Nieuw-Zeeland ·
Nigeria ·
Noord-Ierland ·
Noord-Korea ·
Noorwegen ·
Oezbekistan ·
Oman ·
Oost-Timor ·
Pakistan ·
Palestina ·
Papoea-Nieuw-Guinea ·
Polen ·
Qatar ·
Saoedi-Arabië ·
Singapore ·
Slowakije ·
Sri Lanka ·
Suriname ·
Syrië ·
Taiwan ·
Tadzjikistan ·
Trinidad en Tobago ·
Turkmenistan ·
Uruguay ·
Verenigde Arabische Emiraten ·
Verenigde Staten ·
Vietnam ·
Zuid-Afrika ·
Zuid-Korea ·
Zuid-Vietnam ·
Zweden